# Pecteilis susannae
Pecteilis susannae là một loài thực vật có hoa trong họ Lan. Loài này được (L.) Raf. mô tả khoa học đầu tiên năm 1837.